# 包头校园系列性侵犯案
包头校园系列性侵犯案是2002-2003年发生于内蒙古自治区包头市莎木佳镇莎木佳村的针对12-16岁女学生的性侵案。23名青少年从2002年夏至2003年6月18日的一年内对16名在校女中学生进行性侵犯。23名青少年中只一人年满18岁，两人未满14岁，受害学生最大16岁，最小12岁。

## 案情
2003年6月18日，莎木佳村兩名青少年二搗蛋、小東北以「說了他兩個朋友的壞話」為由，要求包頭市第十一中學住校的初中女生肖瑞出宿舍和他們對質，肖瑞的舍友張茜與小東北認識，因此兩名女生走出宿舍在校門附近與二搗蛋理論。肖瑞、張茜的兩名舍友隨後也跟出來，被二搗蛋毆打並持刀威脅，肖瑞不想牽涉兩名舍友於是讓她們先回宿舍，肖瑞、張茜被二搗蛋誘騙到校外的巷子裏。
巷子裏以張興旺(1983年生)、二搗蛋為首的十名青少年糾纏兩名女生，有人說喜歡肖瑞性格倔強一定要強姦她，十名青少年將肖瑞、張茜挾持到學校旁邊的空院內。肖瑞被推進南房，試圖自殺但被拉住，一名青少年柳衛以輪姦威脅肖瑞，肖瑞被柳衛按在地上強姦後仍被5人輪姦；張茜被推進正房，二搗蛋持刀詢問張茜是不是處女，得到確認後要強姦她，張茜提條件要求放過肖瑞且只同意與二搗蛋發生性關係，交涉未果被二搗蛋、老貓等6人輪姦。
2003年6月19日，兩名女生互相攙扶着跟柳衛來到柳衛家中，在柳衛家肖瑞被柳衛再次強姦。凌晨4點肖瑞和張茜走出柳衛家，肖瑞將張茜送回家後，在回家路上購買安眠藥，回家后服安眠药自杀，被家人发现送往医院抢救，自杀女生家属前往數十公里外的九原區公安局報案，因為當地派出所「给他们报了也没用，包括学校的许多教师都怕这些社会痞子，有的甚至还和他们称兄道弟」。
2003年6月20日，警方抓捕七名犯罪嫌疑人，老貓、柳衛、劉勇在逃，當日下午抓獲了柳衛和劉勇，次日老貓自首。警方进一步查明老貓和潘雷在2002年夏將被害人呂莉(1989年10月生)帶至莎木佳鎮南園村北山輪姦，23名青少年在2002年夏至2003年6月18日期间将包头市第十一中学女生带到学校旁边山沟或空房强奸、轮奸共作案19起（检察机关认定15起），涉及受害女生16人（检察机关认定15人），受害女生有4人已经辍学，其中1人自杀未果但精神失常。23名青少年中3人在逃，2人没实施强奸，2人年龄不足承担法律责任，共16人列为被告。受害者以住校生居多，其中有人多次受害。受害者中最小為1990年9月27日出生，最大是肖瑞和張茜為1986年出生，其他大部分為1989年出生，受害者均沒有報案。

## 审判
2004年3月2日，包头市中级人民法院对本案作出初审判决，1人被判处死缓，2人被判处无期徒刑，13人被分别判处有期徒刑3至15年，随后部分被告上诉。2004年4月28日，内蒙古高级人民法院驳回上诉，维持原判。
案件侦破后，东园派出所所长、莎木佳镇分管社会治安综合治理副书记、包头市第十一中学校长被撤职（暂留任），九原区副区长、教育局副局长、公安分局副局长均因渎职受到党内警告处分。

## 赔偿
自杀未果但精神失常女生的家属，向犯人及其监护人提出赔偿请求，要求赔偿25万元的医疗损失及精神损失，最终判赔一万余元，但监护人没钱无法赔偿；家属向学校提出赔偿请求，认为学校没有尽到监护责任，要求赔偿7万元，被法院以“一事不再理”为由驳回。

## 讨论
- 南方都市报記者採訪被告張興旺，張興旺提到「在当时，并不知道是在犯罪」。张兴旺的辩护律师芦桂花认为「当地政府和学校有一个不可推卸的责任，那就是青少年法治教育严重欠缺」。包头市九原区公安分局副局长王引才认为「当地社会治安综合治理工作不到位，没有落实对整个地区的普法宣传教育，导致当地群众法制观念淡薄，甚至是法盲」。[2]

- 东方法眼的調查認為當地義務教育落實情況不佳，存在許多家庭學校社會「三不管」的孩子，而「三不管的生存状态正是这些少年犯的共同特征」，包头市中级人民法院前刑庭庭长唐宝先认为「这样一个恶贯满盈的团伙竟然没有一个死刑，这样的判决缺少威慑力」。[3]

- 人民网转载光明网的媒介批评称，一些涉及包头校园系列性侵犯案的新闻，是典型的炒作“未成年人强奸”，文章中提到“‘强奸’应该是一个成人化的用语，并不适合用在未成年人身上，未成年人的性意识还不完整，甚至很朦胧，性犯罪应该叫做‘性侵犯’或别的什么才合适”，并且在文章结尾时表示“坚决反对媒体对诸如此类所谓‘少年强奸’的新闻大肆暴光和渲染”。[5]